# Cheese
Cheese – debiutancki studyjny album Stromae’a wydany 21 czerwca 2010 roku.

## Lista utworów
| Nr  | Tytuł                         | Długość |
| --- | ----------------------------- | ------- |
| 1.  | „Bienvenue chez moi”          | 2:47    |
| 2.  | „Te quiero”                   | 3:25    |
| 3.  | „Peace or Violence”           | 3:09    |
| 4.  | „Rail de musique”             | 4:08    |
| 5.  | „Alors on danse”              | 3:27    |
| 6.  | „Summertime”                  | 3:06    |
| 7.  | „Dodo”                        | 3:58    |
| 8.  | „Silence”                     | 4:42    |
| 9.  | „Je cours”                    | 3:17    |
| 10. | „House’llelujah”              | 4:00    |
| 11. | „Cheese”                      | 3:02    |
| 12. | „Alors on danse” (90’s Remix) | 2:53    |

## Notowania na listach sprzedaży

### Album
| Kraj              | Lista (2010/2011/2013/2014/2015/2016) | Najwyższa pozycja | Certyfikat | Sprzedaż |
| ----------------- | ------------------------------------- | ----------------- | ---------- | -------- |
| Belgia (Walonia)  | Ultratop 100 Albums                   | 1                 | 3×platyna  |          |
| Grecja            | Top 50 Albums                         | 4                 | –          |          |
| Francja           | Top 200 Albums                        | 6                 | 3×platyna  | 260 000+ |
| Belgia (Flandria) | Ultratop 200 Albums                   | 7                 | [ b ]      |          |
| Szwajcaria        | Alben Top 100                         | 18                | –          |          |
| Niemcy            | Albums Top 100                        | 29                | –          |          |
| Austria           | Alben Top 75                          | 33                | –          |          |
| Holandia          | Album Top 100                         | 69                | –          |          |
| Kanada            | Top 100 Albums                        | 70                | –          |          |

W lutym 2021 album w Polsce uzyskał status złotej płyty.

### Single
| 2009                           | „Alors on danse”     | 1  | 1  | 1   | 1  | 1  | 1 | 1  | 1 | 12 | 2 | 3 | 25 | 22 | 9 | 8 | 1 | 1 | 46 | - BEL: 3×platyna - SWI: 2×platyna - GER: platyna - DNK: platyna - ITA: platyna - ESP: złoto | - Świat: 1 500 000 - FRA: 223 241 |
| 2010                           | „Bienvenue chez moi” | –  | –  | –   | –  | –  | – | –  | – | –  | – | – | –  | –  | – | – | – | – | –  |                                                                                             |                                   |
| 2010                           | „Te quiero”          | 4  | 17 | 153 | 62 | –  | – | 70 | – | –  | – | – | –  | –  | – | – | – | – | –  | - BEL: złoto                                                                                |                                   |
| 2010                           | „House’llelujah”     | 22 | –  | –   | –  | –  | – | –  | – | –  | – | – | –  | –  | – | – | – | – | –  |                                                                                             |                                   |
| 2010                           | „Rail de musique”    | –  | –  | –   | –  | –  | – | –  | – | –  | – | – | –  | –  | – | – | – | – | –  |                                                                                             |                                   |
| 2010                           | „Peace or Violence”  | 12 | –  | –   | –  | 74 | – | –  | – | –  | – | – | –  | –  | – | – | – | – | –  |                                                                                             |                                   |
| 2010                           | „Silence”            | 26 | –  | –   | –  | –  | – | –  | – | –  | – | – | –  | –  | – | – | – | – | –  |                                                                                             |                                   |
| 2010                           | „Je cours”           | 16 | 15 | –   | –  | –  | – | –  | – | –  | – | – | –  | –  | – | – | – | – | –  |                                                                                             |                                   |
| „–” pozycja nie była notowana. |                      |    |    |     |    |    |   |    |   |    |   |   |    |    |   |   |   |   |    |                                                                                             |                                   |